# انفصال (منطقة)
الانفصال (الفرنسية القديمة de، من، و[]إلحاق، المشاركة) بموجب القانون الدولي هو الانفصال الرسمي والدائم وفقد السيادة على بعض المناطق لصالح بعض الكيانات السياسية الجغرافية الأخرى (سواء المجاورة أو غير المجاورة). بعد الحرب العالمية الأولى، انفصلت آلزاس ولورين رسميًا عن ألمانيا. وفي أغلب الأحوال، يحدث الانفصال كعملية داخل إطار الدولة، على سبيل المثال، نجم إنشاء مقاطعة كولومبيا الفيدرالية عن انفصال إقليمي عن ولاية ماريلاند. وتعد إزالة منطقة أو مقاطعة خاصة انفصالاً. وفي الدولة، يخضع الانفصال لقوانين الكيان المسيطر. ويمكن اعتبار أن الانفصال عبارة عن عكس أو مقابل الضم العسكري.

## قناة السويس
كان الانفصال الرسمي لمصر عن الإمبراطورية العثمانية شرطًا للاستثمار البريطاني في قناة السويس.

## كتابات أخرى
- Roberts, Adam (2006). "Transformative military occupation: applying the laws of war and human rights" (PDF). The American Journal of International Law. ج. 100: 580–622. مؤرشف من الأصل (PDF) في 2011-07-25.
- Aldrich, Richard and Orange County LAFCO Staff (2012). "Annexations, Incorporations, and Reorganizations: Here's how we do it in California. How does your state do it?". American Planning Association. مؤرشف من الأصل في 2017-02-02.